# Abuná (rivier)
Abuná (Spaans) of Abuna (Portugees) is een korte rivier in het Amazonegebied met een flink debiet. Het is een zijrivier van de bovenloop van de Madeira, die vrijwel de gehele noordelijke grens vormt tussen Bolivia (departement Pando) en (Brazilië (de staten Acre en Rondônia).

## Geografie
De Abuna ontstaat in de Boliviaanse Andes uit de samenvloeiing van twee kleine rivieren, de Xipamanu en de Caramanu, in het departement Panda. Ze heeft als voornaamste zijrivieren de Rapirrán, de Mapim, de Mamo-Manu en de Río Negro (en daar de zijrivier van, de Pacahuaras). De Abuna heeft een lengte van ongeveer 375 km, al zijn er ook bronnen die spreken van 500 km.
De Abuna heeft twee nederzettingen van betekenis aan haar oevers: Santa Rosa del Abuná, hoofdstad van de provincie Rosa del Abuná, en de nieuwe nederzetting van Montevideo, een commercieel centrum.